# Blastula

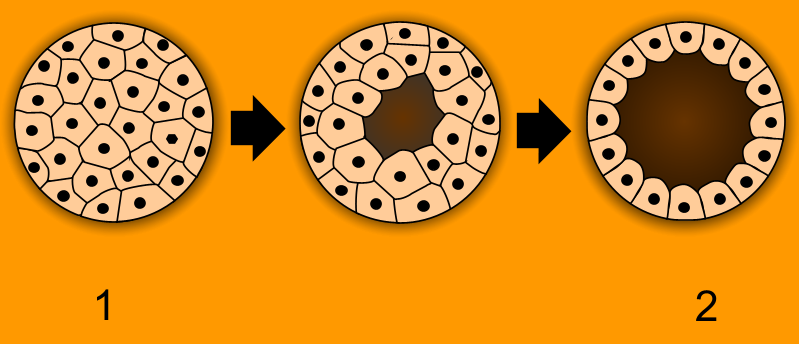
1 Morula, 2 Blastula

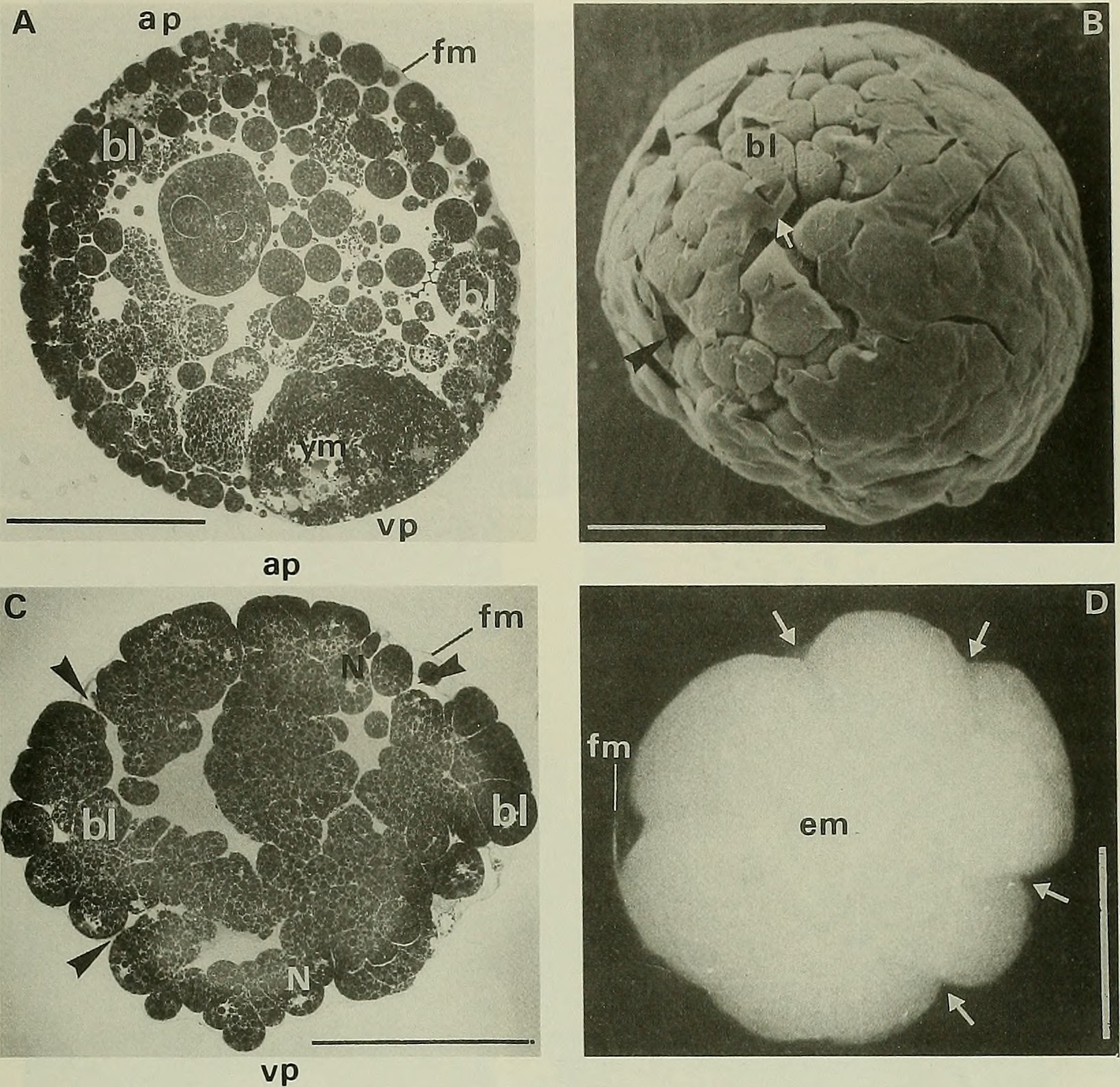
D: Stereoblastula van Abalus cordatus (zee-egel)

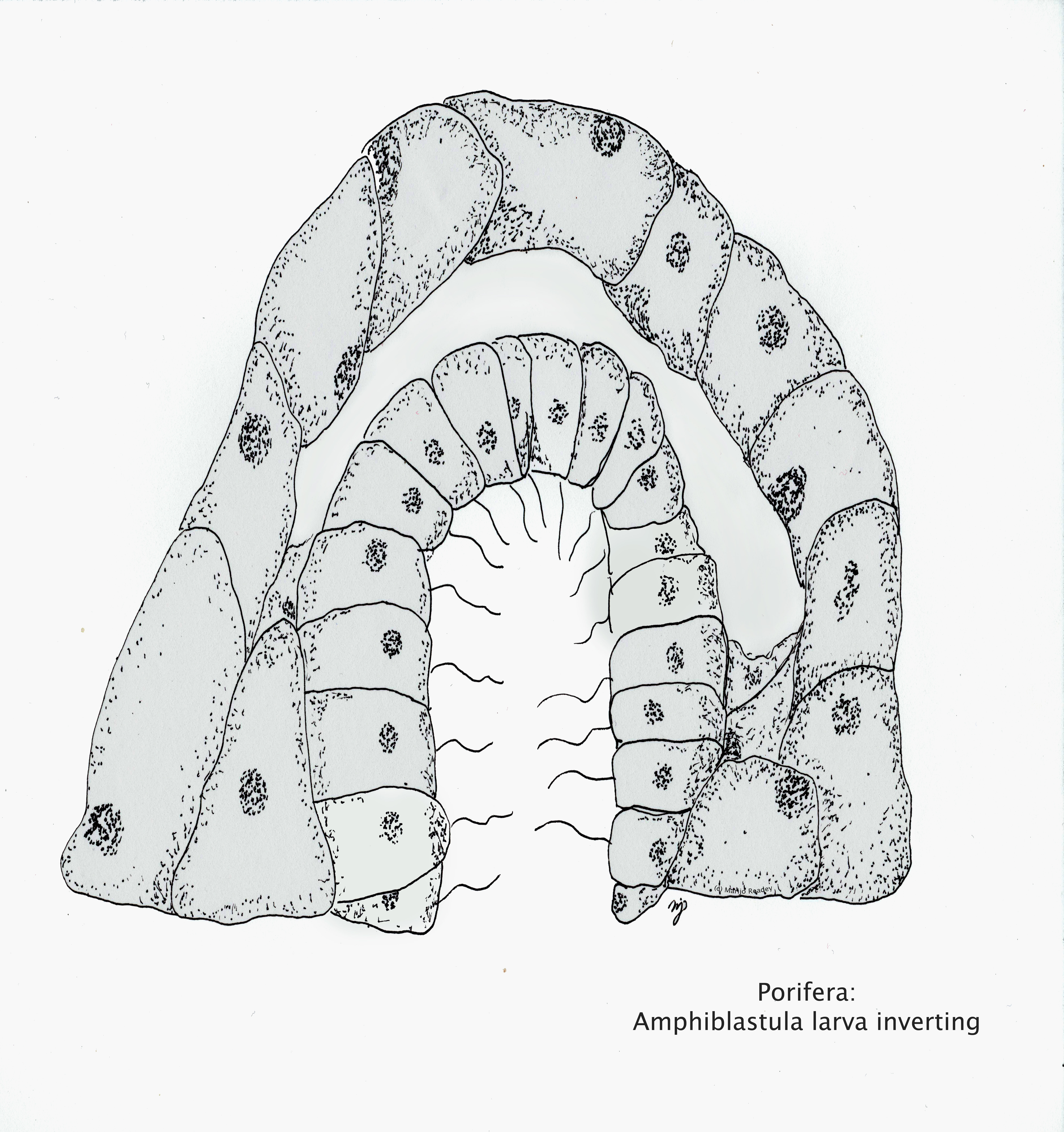
Amfiblastula van een Calcaronea-sponsdier

De blastula (van het oude Griekse βλαστός blastos “kiem, knop, scheut”) is een vroeg embryonaal stadium van meercellige dieren na het morula-stadium, die tijdens de blastulatie gevormd wordt. In engere zin is de blastula slechts de ‘blaaskiem’ die bij veel dieren wordt aangetroffen en die een met vloeistof gevulde holte omsluit, de zogenaamde blastocoel of blastocystholte bij de coeloblastula. Alleen bij zoogdieren ontwikkelt de blastula zich eerst nog tot de blastocyst. Na de vorming van deze blastocyst volgt dan de gastrulatie. Bij de andere meercellige dieren vindt direct na de blastulatie de gastrulatie plaats.

## Soorten
- De coeloblastula of archiblastula, ook wel blaaskiem genoemd, is vaak bolvormig of eivormig en wordt gekenmerkt door een min of meer grote centraal of excentrisch gelegen holte, de blastocoel. Het wordt vaak gezien als de typische blastula.
  - Het kan enkellaags zijn (bijvoorbeeld bij veel sponsachtigen en hydroïdpoliepen, maar ook bij mosdiertjes, beerdiertjes, zeekomkommers en schedellozen) of
  - meerlagig (bijvoorbeeld bij sommige schorpioenen, alle steuren en amfibieën).
  - In het geval van een sterk afgeplatte, enkellaagse coeloblastula wordt deze vaak een placula genoemd, bijvoorbeeld bij sommige neteldieren en oligochaeten.
  - Bij zee-egels, paardenhaarwormen en slurfwormen kan tijdens de blastulatie een voortijdige vorming van het middelste kiemblad (mesoderm) optreden.
- Bij een sterroblastula  ontbreekt de holte. Hier komen ook enkel- en meerlaagse blastula voor. Voorbeelden hiervan zijn bloemdieren, eikelwormen en pindawormen . Moddersnoeken (geslacht Amia) hebben een meerlaagse sterroblastula met syncytiële kernen.
- Een stereoblastula bestaat uit een geheel van grotere en relatief kleinere cellen, waarbij de holte ontbreekt of zeer klein is. Deze komt voor bij onder andere insecten, Nereis, Crepidula, wormsalamanders en bepaalde vissen.
- Een schijfvormige blastula ontstaat bij diersoorten met een meroblastische discoidale klieving, bijvoorbeeld reptielen, vogels en cloacadieren. In de zeer dooierrijke eieren bevindt zich bovenop de dooier de blastodisc.
- Diersoorten met een meroblastische centrolecithale oppervlakkige klieving hebben  periblastula met syncytiële kernen en een één cellaag dikke wand. Doordat ze een grote dooiermassa in het centrale deel van de cel hebben die de klieving beperkt tot de rand of cytoplasmatische ring van de zygote. De meeste insecten en andere geleedpotigen hebben een meroblastische centrolecithale oppervlakkige klieving.
- Een amfiblastula is een zwemmende blastula met kleine flagellen op de ene helft en grote cellen zonder flagellen op de andere helft en komt voor bij sponsdieren (Calcaronea).
- Tijdens het middenblastula (engels: midblastula) stadium vindt een reeks veranderingen van de blastula plaats, die de middenblastula-overgang kenmerken. Deze zijn activering van transcriptie, vertraging van de celcyclus, verhoogde asynchrone celdeling en een toename in celmigratie. Zoogdieren hebben geen middenblastulastadium.
- Zoogdieren en buideldieren vormen uit de blastula een blastocyst. In dit stadium differentieert zich op een punt op de wand van de holle bol een cluster van cellen, waaruit zich later het embryo ontwikkelt (embryoblast), terwijl de rest van de kiem (trofoblast) een belangrijke rol speelt bij de innesteling van embryo's en de interactie met de gedecidualiseerde baarmoeder. De blastocystholte is niet homoloog met de blastocoel van de coeloblastula, maar komt overeen met de vroege vorming van het inwendige van de dooierzak van reptielen, vogels en cloacadieren. Dit is de reden waarom de blastocyst vaak wordt beschouwd als een blastula.

## Afbeeldingen

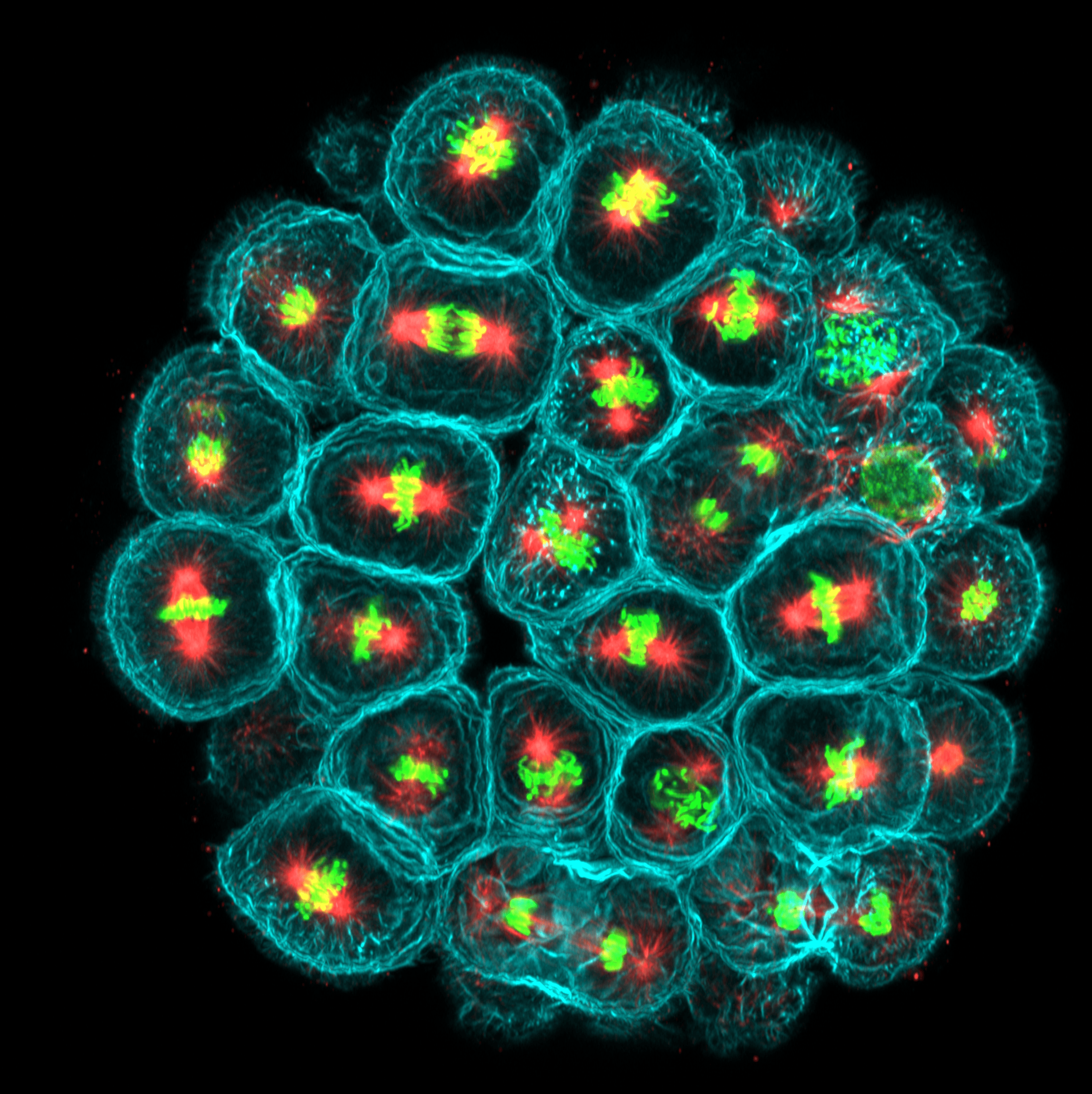
Enkellagige coeloblastula van een zee-egel met delende chromosomen.
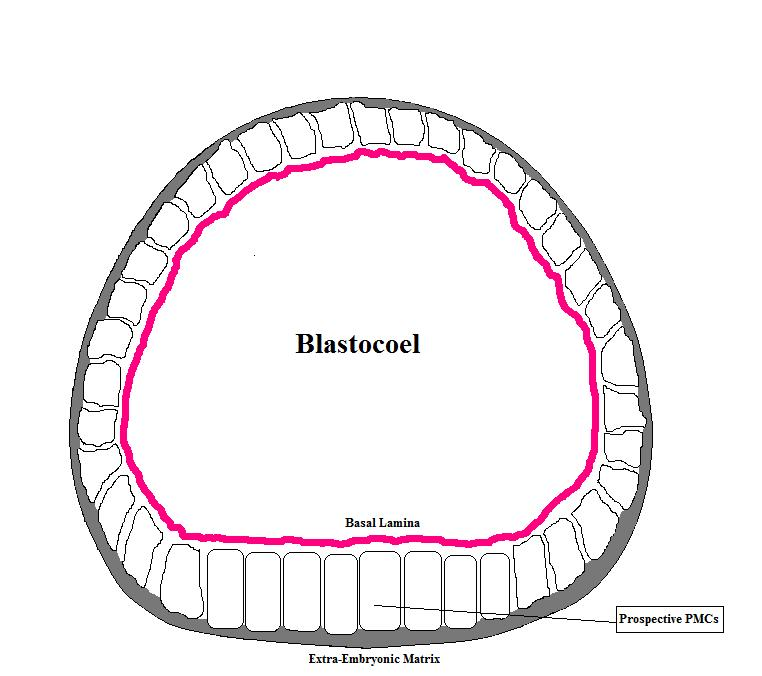
Zee-egel-blastula met de plaats waar de primaire mesenchymcellen binnendringen
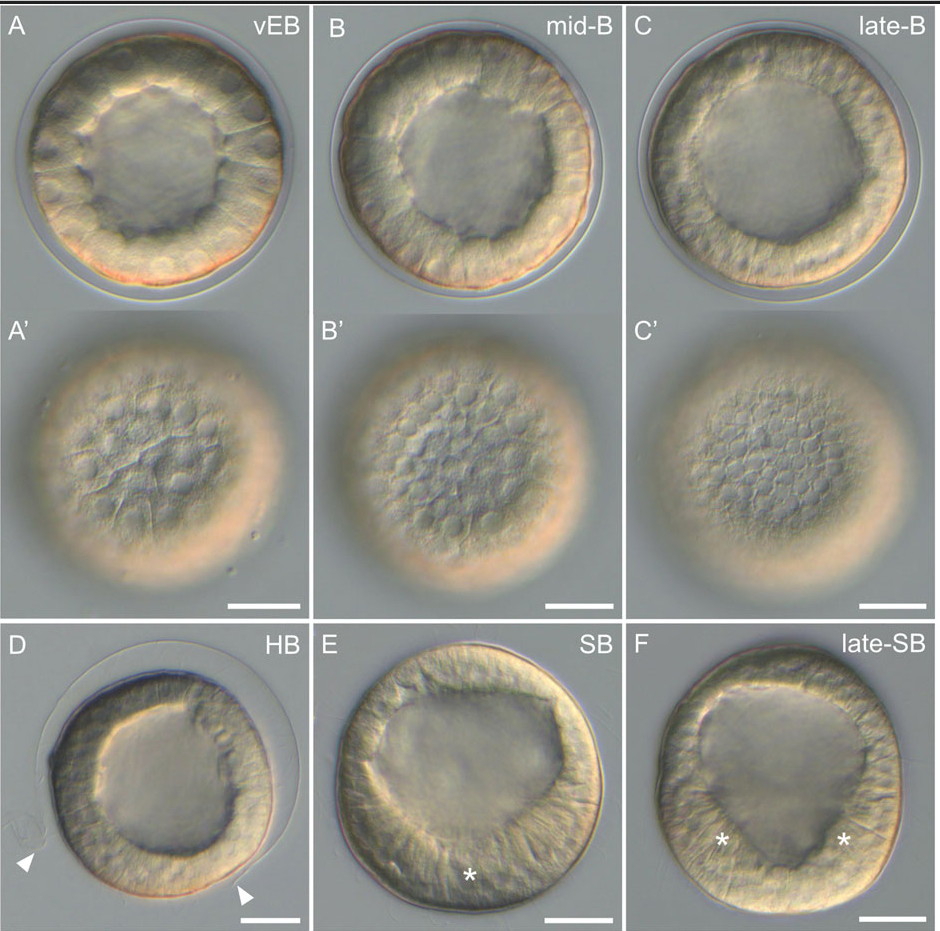
Enkellagige coeloblastula. Blastulastadia van de zee-egel Paracentrotus lividus onder lichtmicroscoop. Ontwikkelingsstadia: (A,A') zeer vroeg blastulastadium (vEB); (B,B') middenblastulastadium (midden-B); (C,C') laat blastulastadium (laat-B); (D) gearceerd blastulastadium (HB); (E) zwemblastulastadium (SB); (F) late zwemblastula-fase (late-SB). In (A – F) bevinden de embryo's zich in zijaanzicht met de dierlijke pool omhoog. (A',B',C′) zijn optische oppervlakteaanzichten van respectievelijk (A – C). In (D) markeren pijlpunten de breuk van de zona pellucida. In (E) geeft het sterretje de verdikking aan van de cellen die de vegetatieve plaat vormen, aan de vegetatievee pool. In (F) benadrukken sterretjes de “V”-vorm van de vegetatieve plaat. Schaalbalk: (A–F) 30 µm..
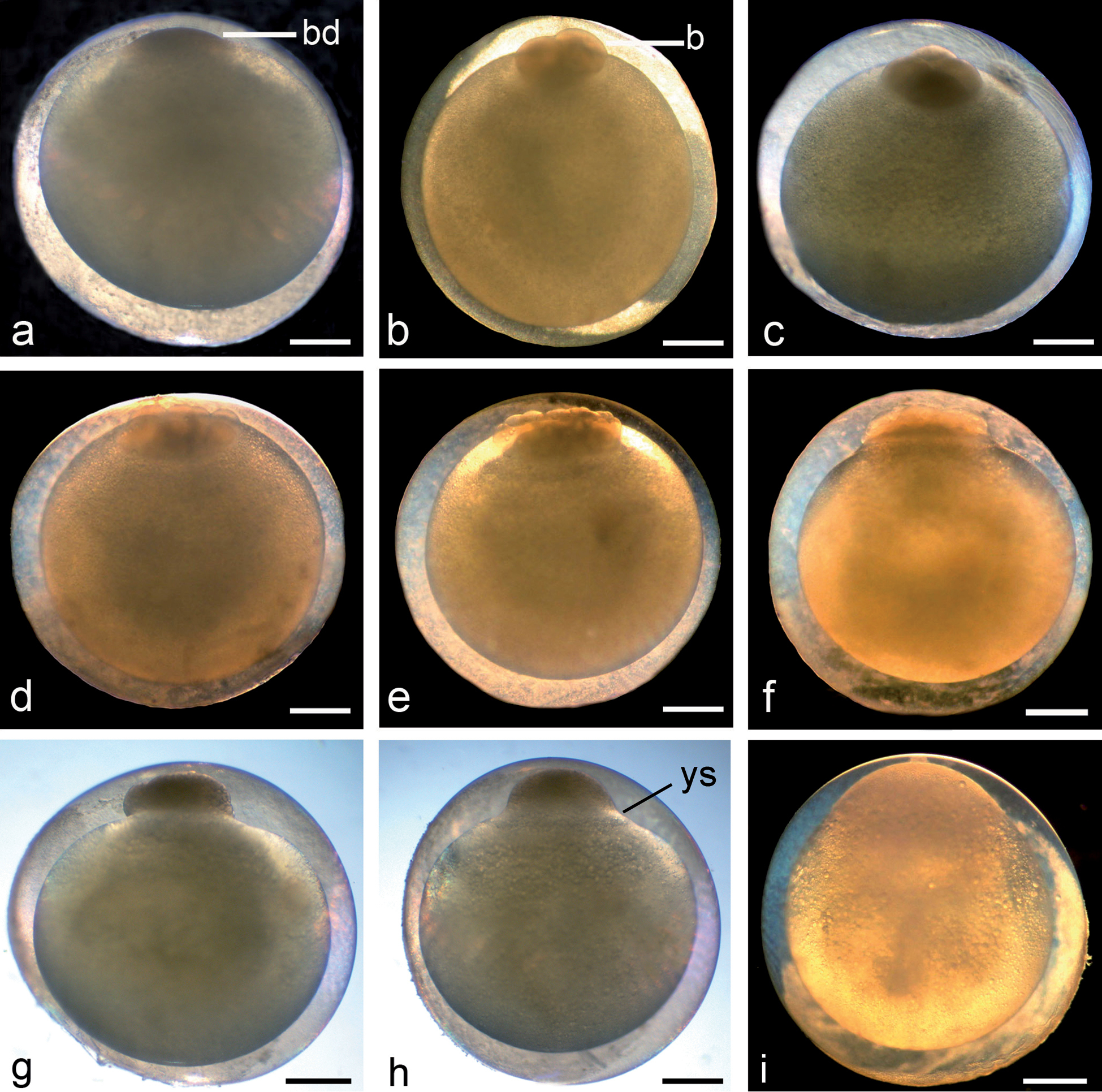
Klieving bij Aziatische mesvis en sterroblastula-vorming. (a) Fase 1: één cel (zygote) met vorming van blastodisc (bd), 1 uur: 10 minuten; (b) Fase 2: twee blastomeren (b), om 2.00 uur; (c) Fase 3: vier cellen, 2 uur: 20 minuten; (d) Fase 4: acht cellen, 2 uur: 42 minuten; (e) Fase 5: vroege morula met 16 cellen, 3 uur: 45 minuten; (f) Fase 6: asynchrone blastomeren tot circa 32 cellen, 4 uur: 30 minuten; (g) Fase 7: blastula met compacte knopachtige blastodisc, 6 uur: 25 minuten; (h) Fase 8: platte blastula met uitzettende dooierzak syncytium (ys), ronde top van het blastoderm op de bovenkant van de dooier, 7:40; (i) Stadium 9: late blastula, het oppervlak van blastoderm lijkt glad en bedekt een deel van de dooier, maar de cellen zijn nog steeds duidelijk te onderscheiden, 8 uur: 35 minuten. Schaalbalk = 1 mm.
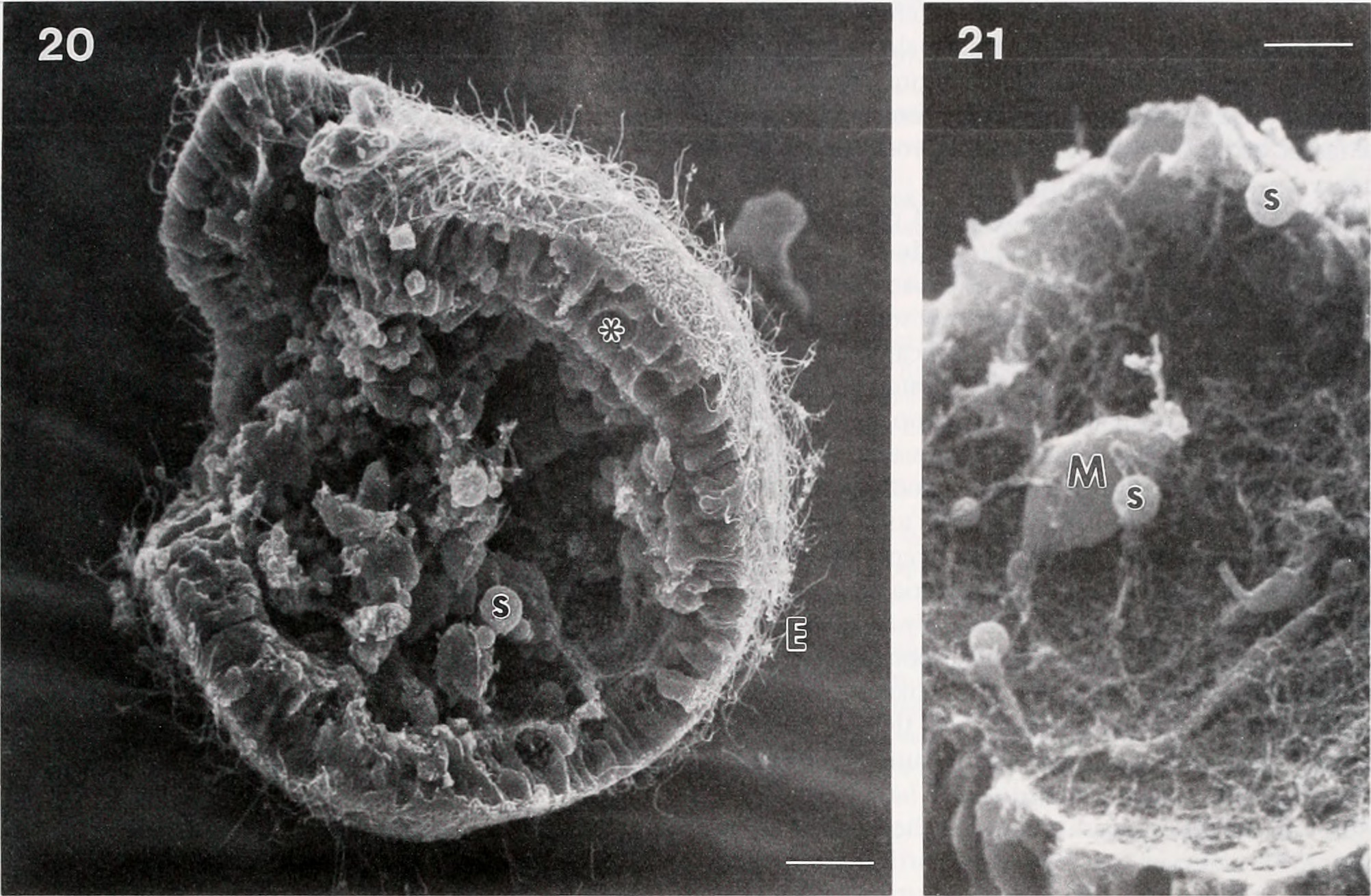
Blastula van een zeester
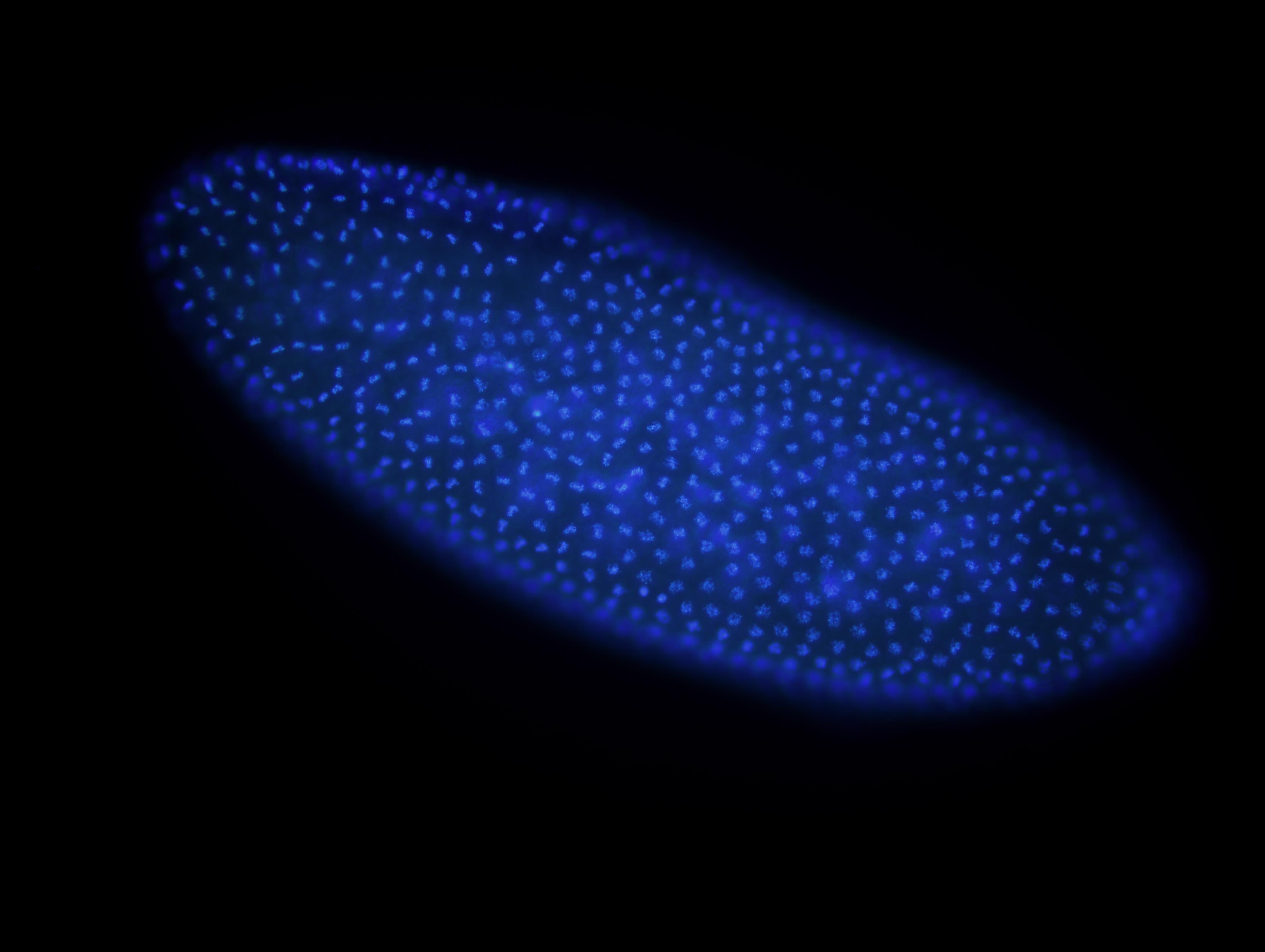
Coenocytiaal blastoderm van Drosophila. (De laag cellen die onvolledig is verdeeld en in contact staat met de dooier, wordt de "syncytiële laag" genoemd.) Elke heldere stip is een groep delende chromosomen.
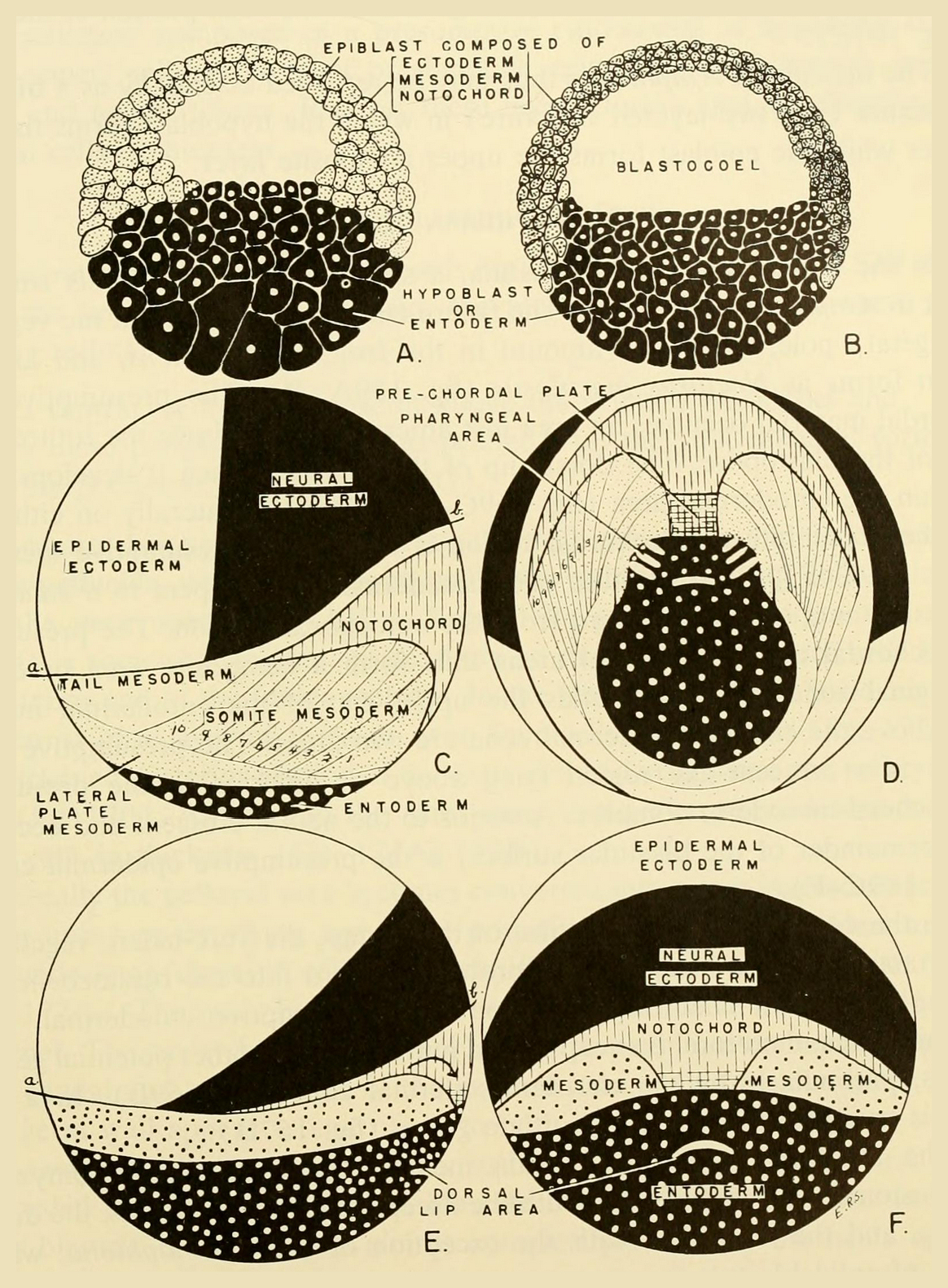
Meerlagige coeloblastula (A, B) en gastrula (C, D, E, F) bij amfibieën
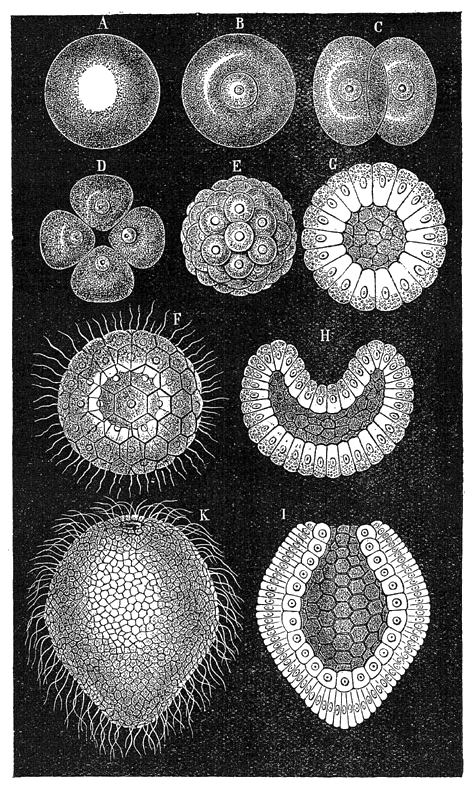
Tweelagige blastula (F, G) van Alcyonaria, bloemdieren (Monoxenia Darwinii)